# CodeLite
CodeLite est un environnement de développement intégré pour les langages C et C++. Il est libre, open source et multiplate-forme.
Il est distribué sous licence libre GPLv2, avec une exception : les plugins externes sont autorisés à rester fermés et peuvent être distribués sous n'importe quelle licence.
La version 7.0, sortie en février 2015, ajoute le support du développement PHP.